# Fabrizio Chiari
Fabritius Clarus redirige ici. Il ne doit pas être confondu avec Carel Fabritius (1622-1654), un peintre néerlandais.
Fabrizio Chiari, né vers 1615 à Rome et mort en 1695 dans la même ville, est un peintre et graveur italien qui passe toute sa vie à Rome.

## Biographie

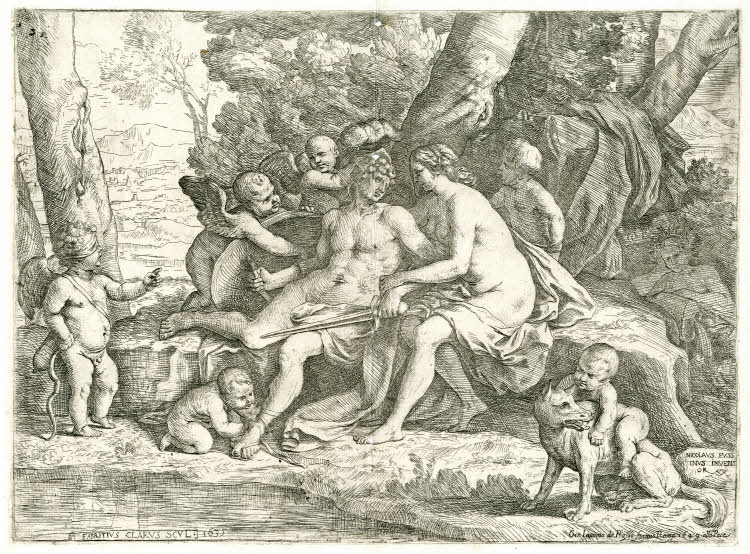
Mars et Vénus assis au centre, entourés de bois, avec des Cupidons jouant autour d'eux et les caressant, d'après Nicolas Poussin (c. 1635-1649).

Fabrizio Chiari naît à Rome vers 1615,.
Ses premières eaux-fortes d'après des peintures de Nicolas Poussin sont décrites par Michael Bryan comme étant « exécutées dans un style rugueux mais magistral » ; parmi elles, on trouve , :
- Mars et Vénus, dans un paysage, signé « Fabritius Clarus », 1635.
- Vénus et Mercure avec des enfants, signé « Chlarus », 1636
- Vénus et Adonis, signé « Nicolas Pussinus » ; cette eau-forte a été attribuée à tort à Poussin.

Fabrizio Chiari est inscrit à l'Accademia di San Luca à partir de 1635. À la basilique San Martino ai Monti, dans les années 1640, il peint le retable Saint Martin partageant son manteau avec le mendiant et une fresque Le Baptême du Christ, repeinte au XVIIIe siècle par Antonio Cavallucci. Pour marquer la canonisation de Thomas de Villeneuve en 1658, il peint Saint Thomas de Villanova distribuant l'aumône pour l'église Santa Maria del Popolo. Son Assomption de la Vierge et sa Mort de sainte Anne, commandées en 1654 pour la chapelle du couvent Regina Coeli, sont égarées lorsque celle-ci devient une prison en 1880, ; cette dernière réapparait en 2012 et est vendue en 2019 pour 30 000 $ chez Sotheby's,. D'autres œuvres de Fabrizio Chiari ne sont plus connues, notamment des peintures d'église mentionnées par Filippo Titi et des dessins répertoriés par Nicola Pio. En 1675, Fabrizio Chiari décore la Sala degli Specchi dans le Palais Altieri, notamment une fresque au plafond, Le Chariot d'Apollon,, dans laquelle les corniches, de manière inhabituelle, représentent les quatre âges de l'homme plutôt que les quatre saisons.
Fabrizio Chiari meurt en 1695 dans sa ville natale.

## Autre œuvre
- Nymphe nue endormie sous une tente, guettée par un homme[10].